# 23265 von Wurden
23265 von Wurden este un asteroid din centura principală de asteroizi.

## Descriere
23265 von Wurden este un asteroid din centura principală de asteroizi. A fost descoperit pe 30 decembrie 2000 la Socorro, New Mexico, în cadrul proiectului LINEAR. Asteroidul prezintă o orbită caracterizată de o semiaxă mare de 2,53 ua, o excentricitate de 0,08 și o înclinație de 2,6° în raport cu ecliptica.